# Museo Arqueológico de Agrinio
El Museo Arqueológico de Agrinio es un museo de Grecia ubicado en Agrinio, perteneciente a la región de Etolia. 
Este museo fue inaugurado en 1969. Se encuentra ubicado en un edificio que fue donado por los hermanos Papastratos. Contiene objetos arqueológicos procedentes de diversos lugares de Etolia, de periodos comprendidos entre el Neolítico y la época romana tardía.

## Colecciones
Las colecciones del museo incluyen piezas de cerámica, herramientas, estelas funerarias, esculturas y objetos de metal. Entre las piezas expuestas figuran cuentas de collares de piedras semipreciosas y oro del Neolítico, diversos objetos micénicos procedentes de tumbas del yacimiento de Itoria y piezas de los periodos protogeométrico y geométrico entre los que destaca un trípode de bronce del siglo IX a. C.
Destacan también dos estatuas de Afrodita del periodo helenístico, una puerta de mármol de una tumba macedónica de Calidón, una estela funeraria decorada con relieves donde figura inscrito el nombre de Critolao, del siglo II a. C. y diversos bustos entre los que se haya uno que representa al héroe Meleagro.
El patio del museo alberga varias estelas funerarias, además de dos estatuas romanas del siglo II procedentes de Estrato.